# Ogg Theora
Theora är ett öppet och kostnadsfritt videoformat som utvecklas av Xiph.Org som en del av deras Ogg-projekt. Det baseras på VP3 från On2 Technologies. Version 1.0 släpptes den 3 november 2008 och 24 september 2009 släpptes version 1.1 (kallad Thusnelda), som ger synbart bättre kvalitet och möjlighet att koda i två pass. Den 29 mars 2025 släpptes version 1.2.0.
Theora kan lagras i ett flertal olika multimediaformat som Ogg, Matroska eller QuickTime. Vanligast är att Theora kombineras med ett Vorbis-ljudspår i en Ogg-fil.
VP3 var från början en proprietär och patenterad video-codec. Det släpptes som fri programvara i september 2001 och On2 avsade sig alla rättigheter till det (inklusive patent). År 2002 ingick man ett avtal med Xiph.Org om att låta VP3 utgöra basen till en ny fri video-codec kallad Theora.
Stöd för Ogg Theora, via video-taggen i HTML5, finns redan i webbläsaren Opera och i version 3.5 eller senare av webbläsaren Firefox, samt i Chromium 3.0 och senare.
Parallellt med Theora utvecklar Xiph.Org också ett experimentellt format vid namn Tarkin.